# Оркестр Ламурьо
Оркестр Ламуре (фр. Orchestre Lamoureux) — французький симфонічний оркестр, заснований в Парижі 1881 року скрипалем і диригентом Шарлем Ламуре (спочатку за назвою «Нові концерти»). Протягом багатьох років конкурував з оркестром Колонна. Оркестр зіграв прем'єри творів Дебюссі «Ноктюрни» (1901) та «Море» (1905). Базою оркестру є театр Єлисейських полів.